# Тохи, Мохаммед Эшак
Мохаммед Исхак Тохи — афганский государственный деятель. Занимал должность вице-президента Афганистана в 1992 году. Одновременно был советником президента Мохаммада Наджибуллы. После взятия Кабула моджахедами вместе с Наджибуллой укрывался в здании миссии ООН до 1996 года. После взятия Кабула талибами, он покинул Афганистан. он уехал сначала в Индию, а потом в Западную Европу. В смерти Наджибуллы, Исхак Тохи обвинял Бурхануддина Раббани и Ахмад Шаха Масуда. По словам Тохи, они не очень заботились о безопасности Наджибуллы. На протяжении пяти лет ООН и даже лично генсек ООН несколько раз обращались к правительству Раббани с тем, чтобы выпустить Наджибуллу из страны, однако получали отказ.